# Puur NL
Puur NL (voorheen Radio Hollandio) was een regionale commerciële radiozender in de provincie Noord-Brabant. De zender draaide non-stop Nederlandstalige muziek. 
Het radiostation begon 1 oktober 2008  als zender in de regio Eindhoven, maar al snel breidde dit gebied zich uit tot een groot deel van Brabant. Vanaf 1 januari 2009 was de zender ook in grote delen van de provincie Zeeland te ontvangen. Op 1 november 2012 werd de naam Radio Hollandio gewijzigd in Puur NL.
Op 1 december 2017 stopte Puur NL met uitzenden en werden zijn uitzendfrequenties overgenomen door RadioNL.